# Mục Nhĩ Cáp Tề
Mục Nhĩ Cáp Tề (1561 - 1620), Ái Tân Giác La, là con trai thứ hai của Thanh Hiển Tổ Tháp Khắc Thế, em trai của Thanh Thái Tổ Nỗ Nhĩ Cáp Xích. Ông là người thiện chiến và dũng cảm, luôn là người đi đầu trong các trận chiến.

## Cuộc đời
Mục Nhĩ Cáp Tề sinh vào năm Minh Gia Tĩnh thứ 40 (1561) ở Hách Đồ A Lạp. Mẹ ông là Thứ phi Lý Giai thị, con gái của Cổ Lỗ Lễ (古鲁礼).
Vào năm Minh Vạn Lịch thứ 13 (1585), Mục Nhĩ Cáp Tề theo Nỗ Nhĩ Cáp Xích thảo phạt bộ Triết Trần (哲陳部, Jecen aiman), do vừa mới khởi binh, nhân lực còn có hạn, nên chỉ xuất 500 binh. Trong khi xuất trinh đã gặp lũ lụt, cuối cùng chỉ còn 80 người: 50 người mặc miên giáp, 30 mặc thiết giáp, chuẩn bị phát động tiến công. Tuy nhiên, thủ lĩnh Gia Cáp bộ đã phái người mật báo cho thủ lĩnh Triết Trần bộ, bởi vậy Triết Trần tập hợp tại các khu vực Mạc Hà, Chương Giáp, Bả Nhĩ Đạt, Tát Nhĩ Hồ. Tuy nhiên, cuối cùng quân của Nỗ nhĩ Cáp Xích đã đại thắng.
Về sau Mục Nhĩ Cáp Tề luôn lập chiến công, được ban hiệu "Thanh Ba Đồ Lỗ" (靑巴图鲁), dịch sang tiếng Hán là "Thành Nghị" (诚毅).
Năm Thiên Mệnh thứ 5 (1620), giờ Tỵ ngày 10 tháng 9 (âm lịch) Mục Nhĩ Cáp Tề qua đời, thọ 60 tuổi. Nỗ Nhĩ Cáp Xích tự mình tế mộ. Ông được an táng ở Đông Kinh lăng, thuộc Liêu Dương.
Năm Thuận Trị thứ 10 (1653), Mục Nhĩ Cáp Tề được truy phong làm Đa La Bối lặc, thụy "Dũng Tráng" (勇壮), tức Đa La Thành Nghị Dũng Tráng Bối lặc.

## Phả hệ
| \| \| \| \| \| \| \| \| \| \| \| \| \| \| \| \| \| \| \| \| Cao tổ phụ：Tích Bảo Tề Thiên Cổ \| \| \| \| \| \| \| \| \| \| \| \| \| \| \| \| \| \| \| \| \| \| \| \| \| \| \| \| \| \| \| \| \| \| \| \| \| \| \| \| \| \| \| \| \| \| \| \| \| \| \| \| \| \| Tằng tổ phụ：Hưng Tổ Trực Hoàng đế Phúc Mãn (truy tôn) \| \| \| \| \| \| \| \| \| \| \| \| \| \| \| \| \| \| \| \| \| \| \| \| \| \| \| \| \| \| \| \| \| \| \| \| \| \| \| \| \| \| \| \| \| \| \| \| \| \| \| \| \| \| Tổ phụ：Cảnh Tổ Dực Hoàng đế Giác Xương An (truy tôn) \| \| \| \| \| \| \| \| \| \| \| \| \| \| \| \| \| \| \| \| \| \| \| \| \| \| \| \| \| \| \| \| \| \| \| \| \| \| \| \| \| \| \| \| \| \| \| \| \| \| \| \| \| \| Ngoại cao tổ phụ：Đô Lý Cát[3] \| \| \| \| \| \| \| \| \| \| \| \| \| \| \| \| \| \| \| \| \| \| \| \| \| \| \| \| \| \| \| \| \| \| \| \| \| \| \| \| \| \| \| \| \| \| \| \| \| \| \| \| \| \| Tằng tổ mẫu：Trực hoàng hậu Hỉ Tháp Tịch thị (truy tôn)[3] \| \| \| \| \| \| \| \| \| \| \| \| \| \| \| \| \| \| \| \| \| \| \| \| \| \| \| \| \| \| \| \| \| \| \| \| \| \| \| \| \| \| \| \| \| \| \| \| \| \| \| \| \| \| Phụ： Hiển Tổ Tuyên Hoàng đế Tháp Khắc Thế (truy tôn) \| \| \| \| \| \| \| \| \| \| \| \| \| \| \| \| \| \| \| \| \| \| \| \| \| \| \| \| \| \| \| \| \| \| \| \| \| \| \| \| \| \| \| \| \| \| \| \| \| \| \| \| \| \| Tổ mẫu：Dực hoàng hậu (truy tôn) \| \| \| \| \| \| \| \| \| \| \| \| \| \| \| \| \| \| \| \| \| \| \| \| \| \| \| \| \| \| \| \| \| \| \| \| \| \| \| \| \| \| \| \| \| \| \| \| \| \| \| \| \| \| Thành Nghị Dũng Tráng bối lặc Mục Nhĩ Cáp Tề \| \| \| \| \| \| \| \| \| \| \| \| \| \| \| \| \| \| \| \| \| \| \| \| \| \| \| \| \| \| \| \| \| \| \| \| \| \| \| \| \| \| \| \| \| \| \| \| \| \| \| \| \| \| Mẫu：Thứ phi Lý Giai thị (truy tôn) \| \| \| \| \| \| \| \| \| \| \| \| \| \| \| \| \| \| \| \| \| \| \| \| \| \| \| \| \| \| \| \| \| \| \| \| \| \| \| \| \| \| \| \| \| \| \| \| \| \| \| \| |                                                         |  |  |  |  |  |  |  |  |  |  |  |  |  |  |  |
| |                                                         |  |  |  |  |  |  |  |  |  |  |  |  |  |  |  |
| | Cao tổ phụ：Tích Bảo Tề Thiên Cổ                        |  |  |  |  |  |  |  |  |  |  |  |  |  |  |  |
| |                                                         |  |  |  |  |  |  |  |  |  |  |  |  |  |  |  |
| |                                                         |  |  |  |  |  |  |  |  |  |  |  |  |  |  |  |
| | Tằng tổ phụ：Hưng Tổ Trực Hoàng đế Phúc Mãn (truy tôn)  |  |  |  |  |  |  |  |  |  |  |  |  |  |  |  |
| |                                                         |  |  |  |  |  |  |  |  |  |  |  |  |  |  |  |
| |                                                         |  |  |  |  |  |  |  |  |  |  |  |  |  |  |  |
| | Tổ phụ：Cảnh Tổ Dực Hoàng đế Giác Xương An (truy tôn)   |  |  |  |  |  |  |  |  |  |  |  |  |  |  |  |
| |                                                         |  |  |  |  |  |  |  |  |  |  |  |  |  |  |  |
| |                                                         |  |  |  |  |  |  |  |  |  |  |  |  |  |  |  |
| | Ngoại cao tổ phụ：Đô Lý Cát                             |  |  |  |  |  |  |  |  |  |  |  |  |  |  |  |
| |                                                         |  |  |  |  |  |  |  |  |  |  |  |  |  |  |  |
| |                                                         |  |  |  |  |  |  |  |  |  |  |  |  |  |  |  |
| | Tằng tổ mẫu：Trực hoàng hậu Hỉ Tháp Tịch thị (truy tôn) |  |  |  |  |  |  |  |  |  |  |  |  |  |  |  |
| |                                                         |  |  |  |  |  |  |  |  |  |  |  |  |  |  |  |
| |                                                         |  |  |  |  |  |  |  |  |  |  |  |  |  |  |  |
| | Phụ： Hiển Tổ Tuyên Hoàng đế Tháp Khắc Thế (truy tôn)   |  |  |  |  |  |  |  |  |  |  |  |  |  |  |  |
| |                                                         |  |  |  |  |  |  |  |  |  |  |  |  |  |  |  |
| |                                                         |  |  |  |  |  |  |  |  |  |  |  |  |  |  |  |
| | Tổ mẫu：Dực hoàng hậu (truy tôn)                        |  |  |  |  |  |  |  |  |  |  |  |  |  |  |  |
| |                                                         |  |  |  |  |  |  |  |  |  |  |  |  |  |  |  |
| |                                                         |  |  |  |  |  |  |  |  |  |  |  |  |  |  |  |
| | Thành Nghị Dũng Tráng bối lặc Mục Nhĩ Cáp Tề            |  |  |  |  |  |  |  |  |  |  |  |  |  |  |  |
| |                                                         |  |  |  |  |  |  |  |  |  |  |  |  |  |  |  |
| |                                                         |  |  |  |  |  |  |  |  |  |  |  |  |  |  |  |
| | Mẫu：Thứ phi Lý Giai thị (truy tôn)                     |  |  |  |  |  |  |  |  |  |  |  |  |  |  |  |
| |                                                         |  |  |  |  |  |  |  |  |  |  |  |  |  |  |  |
| |                                                         |  |  |  |  |  |  |  |  |  |  |  |  |  |  |  |

## Gia quyến

### Thê thiếp
Hậu Kim duy trì chế độ "Đa thê đa thiếp", tất cả người vợ được "thú" đều là đích thê, không phải vợ mất tái giá.
- Nguyên phối: Mã Giai thị (马佳氏), con gái của Ngạch Tư Đồ Mông Cổ (额思图蒙古).
- Kế thất: Nữu Hỗ Lộc thị (钮祜禄氏), con gái của Lai Lộc Hồn (来禄浑).
- Tam thú thê: Tha Tháp Lạt thị (他塔喇氏), con gái của Tề Tam (齐三).
- Tứ thú thê: A Nhan Giác La thị (阿颜觉罗氏), con gái của Ba Tháp (巴塔).
- Ngũ thú thê: Nạp Lạt thị (纳喇氏), con gái của Diệp Hách Bối lặc Yến Chư (晏诸).

### Hậu duệ

#### Con trai
Hậu duệ của Mục Nhĩ Cáp Tề đều được phân vào Tả dực Viễn chi Tông thất Chính Lam kỳ nhưng khác "tộc" khác nhau.
1. Tát Cáp Liêm (薩哈廉, 1581 - 2 tháng 3 năm 1623), mẹ là Mã Giai thị. Có 2 con trai nhưng đều vô tự.
2. Đạt Nhĩ Sát (達爾察, 1582 - 1635), mẹ là Mã Giai thị. Năm 1653 truy phong Phụ quốc công, thụy "Cương Nghị" (刚毅), tức Phụng ân Phụ quốc Cương Nghị công. Có 4 con trai. Được an táng ở Đông Kinh lăng, thuộc Liêu Dương, được ban thưởng bia biểu mộ. Con cháu được phân vào Tả dực Viễn chi Tông thất Chính Lam kỳ Đệ nhất tộc.
  - Con trai thứ 4: Mục Thanh (穆靑, 1620 - 1673), mẹ là Nạp Lạt thị - con gái của Ô Lạp Bối lặc Ngô Tam Thái (吴三泰). Năm 1645 được phong Phụng ân Tướng quân, 4 năm sau tấn phong Tam đẳng Phụ quốc Tướng quân. Năm 1651 thăng Tam đẳng Trấn quốc Tướng quân, 2 tháng sau tấn phong Phụ quốc công. Năm 1658 nhậm chức Đô thống Mãn Châu Chính Lam kỳ. Sau khi qua đời được truy thụy "Khác Hậu" (悫厚), tức Phụng ân Phụ quốc Khác Hậu công. Đích thê là Nữu Hỗ Lộc thị, con gái của Thượng thư Xa Nhĩ Cách Nghi (车尔格宜) - con trai của Ngạch Diệc Đô. Có 10 con trai. Được an táng ở Hồ Gia Lâu, bên ngoài Triêu Dương môn ở Bắc Kinh, được ban thưởng bia biểu mộ.
    - Con trai thứ 4: Lặc Tắc Lễ (勒塞禮, 1655 - 1717), mẹ là Vương Giai thị - con gái của Kỵ đô úy Bố Lâm Tôn (布林孙). Năm 1669 được phong Tam đẳng Phụng ân Tướng quân. Năm 1694 nhậm Hữu vệ Hộ quân Tham lĩnh. Năm 1697 nhờ vào quân công mà được thăng Nhị đẳng Phụng quốc Tướng quân, kiêm Nhất vân kỵ úy. Từng nhậm Phó đô thống Tương Bạch kỳ và Hắc Long Giang, Đô thống Mãn Châu Chính Lam kỳ. Có 10 con trai.
3. Thạc Bật Tắc (碩弼塞, 1600 - ?), mẹ là A Nhan Giác La thị. Vô tự.
4. Vụ Đạt Hải (務達海, 1601 - 1655), mẹ là A Nhan Giác La thị. Năm 1639 được phong Tam đẳng Phụ quốc Tướng quân. Năm 1645 tấn phong Nhị đẳng, 2 năm sau lại tấn Nhất đẳng rồi Tam đẳng Trấn quốc Tướng quân. Từng nhậm Phó đô thống Tương Bạch kỳ, Hình bộ Thị lang, Nghị chính đại thần, Đô sát viện Tả đô Ngự sử. Năm 1651 được phong Bối tử. Sau khi qua đời được truy thụy "Tương Mẫn" (襄敏), tức Cố Sơn Tương Mẫn Bối tử. Có 7 con trai. Được an táng ở bên ngoài Triêu Dương môn 10 dặm, được ban thưởng bia ghi công biểu mộ. Con cháu được phân vào Tả dực Viễn chi Tông thất Chính Lam kỳ Đệ cửu tộc.
  - Con trai thứ 6: Thác Khắc Thác Tuệ (托克托慧, 1633 - 1673), mẹ là Nữu Hỗ Lộc thị - con gái của Ngạch Diệc Đô. Năm 1649 được phong Tam đẳng Phụ quốc Tướng quân, 2 năm sau tấn phong Trấn quốc công. Sau khi qua đời được truy thụy "Thuần Hòa" (纯和), tức Phụng ân Trấn quốc Thuần Hòa công. Có 9 con trai.
    - Con trai thứ 8: Dương Phúc (揚福, 1665 - 1715), mẹ là Đông Giai thị - con gái của Đầu đẳng Thị vệ Cáp Cáp Phí Dương Cổ (哈哈费杨古). Năm 1679 được phong Tam đẳng Phụng quốc Tướng quân. Năm 1693 nhậm Hữu vệ Hộ quân Tham lĩnh. Năm 1696 có công theo quân chinh phạt Cát Nhĩ Đan, 1 năm sau nhờ quân công thăng Nhị đẳng Phụng quốc Tướng quân kiêm Nhất vân kỵ úy. Từng nhậm Phó đô thống của Hữu vệ, Mông Cổ Chính Bạch kỳ và Thịnh Kinh, Tướng quân của Ninh Cổ Tháp và Hắc Long Giang. Sau được tập tước của cha, được phong Bất nhập Bát phân Trấn quốc công, sau khi qua đời được truy thụy "Tương Nghị" (襄毅), tức Bất nhập bát phân Trấn quốc Tương Nghị công. Có 20 con trai.
5. Hán Đại (漢岱, 1606 - 1656), mẹ là A Nhan Giác La thị. Sơ phong Nhất đẳng Phụng quốc Tướng quân, thụ Hộ quân Đô thống. Năm 1638 nhậm Nghị chính đại thần. Năm 1644 nhờ quân công tấn phong Tam đẳng Trấn quốc Tướng quân. Năm 1646 tấn phong Nhất đẳng Trấn quốc Tướng quân, 1 năm sau lại thăng Phụ quốc công. Năm 1651 nhờ quân công tấn phong Trấn quốc công. Từng nhậm Đô thống Mãn Châu Chính Bạch kỳ và Chính Lam kỳ, Thượng thư Binh bộ và Lại bộ. Năm 1654 cách tước Trấn quốc công,1 năm sau được tặng hàm Thái tử Thái bảo, khôi phục Trấn quốc Tướng quân phẩm cấp. Kế thê là Nạp Lạt thị - con gái của Ô Lạp Bối lặc Ngô Tam Thái (吴三泰). Có 5 con trai. Con cháu được phân vào Tả dực Viễn chi Tông thất Chính Lam kỳ Đệ nhị tộc.
  1. Hải Lan (海蘭, 1623 - 1655), mẹ là Nạp Lạt thị - con gái của Đạt Nhĩ Hán (达尔汉). Năm 1645 phong Phụng ân Tướng quân. Năm 1649 tấn phong Tam đẳng Phụ quốc Tướng quân, 2 năm sau thăng Phụ quốc công. Sau khi qua đời được truy thụy "Khác Hậu" (悫厚), tức Phụng ân Phụ quốc Khác Hậu công. Có tám con trai.
  2. Tịch Bố Tích Luân (席布錫倫, 1639 - 1651), mẹ là Nạp Lạt thị - con gái của Đạt Nhĩ Hán (达尔汉). Năm 1649 được phong Tam đẳng Phụ quốc Tướng quân, 2 năm sau thăng Phụ quốc công. Sau khi qua đời được truy thụy "Điệu Mẫn" (悼愍), tức Phụng ân Phụ quốc Điệu Mẫn công. Có 2 con trai.
  3. Tung Bố Đồ (嵩布圖, 1632 - 1652), mẹ là Nạp Lạt thị - con gái của Đạt Nhĩ Hán (达尔汉). Năm 1649 được phong Tam đẳng Phụ quốc Tướng quân, 2 năm sau thăng Phụ quốc công. Sau khi qua đời được truy thụy "Hoài Tư" (怀思), tức Phụng ân Phụ quốc Hoài Tư công. Có 2 con trai.
6. Cát Ba Lạt (噶巴喇, 1607 - 1618), mẹ là A Nhan Giác La thị. Vô tự.
7. Tháp Hải (塔海, 1612 - 1665), mẹ là A Nhan Giác La thị. Năm 1645 được phong Phụng ân Tướng quân. Năm 1651 được thăng Phụ quốc công. Kế thê là Đông Giai thị - con gái của Đầu đẳng Thị vệ Cáp Cáp Phí Dương Cổ (哈哈费杨古). Có 8 con trai. Con cháu được phân vào Tả dực Viễn chi Tông thất Chính Lam kỳ Đệ tam tộc.
8. Đường Khách (唐喀, 1614 - 1623), mẹ là A Nhan Giác La thị. Chết yểu.
9. Hỗ Thế Tháp (祜世塔, 1615 - 1663), mẹ là A Nhan Giác La thị. Năm 1645 được phong Phụng ân Tướng quân. Năm 1651 được thăng Phụ quốc công. Có 11 con trai. Con cháu được phân vào Tả dực Viễn chi Tông thất Chính Lam kỳ Đệ ngũ tộc.
10. Lạt Thế Tháp (喇世塔, 1617 - 1660), mẹ là A Nhan Giác La thị. Năm 1645 được phong Phụng ân Tướng quân. Năm 1651 được thăng Phụ quốc công. Sau khi qua đời được truy thụy "Khác Hy" (恪僖), tức Phụng ân Phụ quốc Khác Hy công. Có 1 con trai. Được an táng bên ngoài Triêu Dương môn, được ban thưởng bia biểu mộ. Con cháu được phân vào Tả dực Viễn chi Tông thất Chính Lam kỳ Đệ thập nhị tộc.
11. Hoan Tề Phí Dương Cổ (歡齊費揚古, 1619 - 1621), mẹ là A Nhan Giác La thị. Chết yểu.

#### Con gái
- Thứ nữ gả cho Kỵ đô úy Xa Nhĩ Cách – con trai thứ ba của Nhất đẳng công Ngạch Diệc Đô và Quận chúa Ái Tân Giác La thị, con gái của Vũ Công Quận vương Lễ Đôn Ba Đồ Lỗ.
- Tứ nữ gả cho Khang Quả Lễ (康果禮) thuộc Na Mục Đô Lỗ thị.
- Cửu nữ gả cho Nhất đẳng nam Cách Ba Khố (格巴庫) thuộc Diệp Hách Na Lạp thị.